# Jean-Baptiste Loys
Jean-Baptiste Loys est un homme politique français né le 20 février 1740 à Sarlat-la-Canéda (Dordogne) et décédé le 14 novembre 1805 au même lieu.
Avocat, consul de Sarlat, il est député du tiers état aux États généraux de 1789, participant, comme jurisconsulte, à la rédaction des lois.

## Sources
- « Jean-Baptiste Loys », dans Adolphe Robert et Gaston Cougny, Dictionnaire des parlementaires français, Edgar Bourloton, 1889-1891 [détail de l’édition]
- Ressource relative à la vie publique :   - Base Sycomore